# Morawin (Kalisz)
Pour les articles homonymes, voir Morawin.
Morawin est une localité polonaise de la gmina de Ceków-Kolonia, située dans le powiat de Kalisz en voïvodie de Grande-Pologne.